# Heike Monogatari
Heike Monogatari, traducido al español como Cantar de Heike, es un poema épico del siglo XIII, considerado un clásico de la literatura japonesa, y fuente de numerosas leyendas, personajes e historias que tienen su origen en él.

## Descripción de la obra
A medio camino entre la epopeya y la elegía, consta de doce breves libros y un epílogo que fueron escritos a principios del siglo XIII, y que nos narran la rivalidad y la lucha por el poder que en el último tercio del siglo anterior había enfrentado a dos clanes militares, los Genji (o Minamoto) y los Heike (o Taira). Su galería de personajes, por donde transitan guerreros heroicos y damas tristes, cortesanos ambiciosos y bonzos ascetas, plebeyos y emperadores, ha constituido la más importante fuente de temas para la literatura japonesa posterior, y tiene para los habitantes actuales de Japón una familiaridad cultural comparable a la del romancero para los españoles o, a otra escala, a la de las epopeyas de Homero para la literatura europea. El Heike, como la Ilíada, pertenece a la tradición de la literatura oral, y hasta los albores de la era moderna en Japón ha sido cantado por bonzos ciegos con acompañamiento musical.

## Contenido
En el Japón tumultuoso de fines del siglo XII, dos clanes de samuráis, los Genji o Minamoto y los Heike o Taira, luchan sin piedad ni cuartel por el poder. Se narra el rápido ascenso y la calamitosa caída de los Heike y en el camino se traza una galería de personajes cuya humanidad ha seducido y sigue seduciendo a generaciones y generaciones de japoneses desde el siglo XIII. 
En sus páginas se relata con viveza la aparición de la clase guerrera de los samuráis y su violenta irrupción en la política del país, evocándose además con nostalgia la vida cortesana y elegante de la capital. Desde el punto de vista histórico es el relato literario del fin de una época, el período Heian (792-1185), y del comienzo de otra, la de los clanes militares, que se prolongará hasta la entrada de Japón en la era moderna, en 1868. Por su trascendencia y por ser la primera obra literaria dirigida a todas las clases sociales, marca un hito en la literatura japonesa. Durante siglos ha sido una obra apreciada por su cualidad musical, por su vibrante impacto dramático-lírico y por su valor didáctico, especialmente budista. 
El Heike congrega dentro del género épico otros componentes que le dan su espíritu propio e inaugural. Es una epopeya por su relato de hechos de armas históricos ficcionalizados, por mostrar el código de honor de los samuráis, por sus vigorosos episodios de batallas y por la inclusión de episodios sobrenaturales. Pero es una epopeya sin final heroico y sin héroe protagonista único, en todo caso con un antihéroe, Taira no Kiyomori, el imponente primer ministro del clan de los Heike, el desalmado transgresor de los valores de una sociedad y, como tal, desencadenante fatal de la extinción de su propia estirpe. Además del fondo histórico de las guerras entre dos clanes de samuráis que acabaron con el gobierno cortesano de la época de Heian (1185). La historicidad del relato se manifiesta en la galería de tipos humanos representativos de todas las clases sociales. Tampoco faltan las manifestaciones líricas tan definidoras del arte y la sensibilidad japonesas.
Pero, sobre todo, el Heike es una tragedia y una elegía. Aparte de la finalidad propagandística de determinados monasterios budistas (pragmatismo también presente en nuestra literatura medieval) posee una finalidad edificante, ya que el argumento total de la obra y su estructura reflejan la doctrina budista del karma, del encadenamiento fatal del destino como castigo implacable a la maldad del hombre y sus obras. El Heike es el desarrollo inexorable del cumplimiento del destino de caducidad de las glorias humanas, y un lamento melancólico y evocadoramente nostálgico de un pasado cortesano esplendoroso, por el que, a pesar de su talante aleccionador, toma partido el punto de vista narrativo. Esta trama argumental se refleja en la estructura de la obra: el tañido premonitoriamente lúgubre de la campana del monasterio de Gion, que abre el libro, expande las ondas de un destino implacable de fugacidad y caída que se cumple irremediablemente a través de los 12 Libros, cuyo punto culminante de precipitación de la tragedia se produce en el Libro Sexto y se remata con el dramático suicidio del emperador niño en los brazos de su abuela. A lo largo de los episodios de extinción de la estirpe de los Heike esta campana resuena intermitentemente en otros sonidos sordos y tristes, hasta llegar a la campana de la derruida ermita del Epílogo. Allí se ha retirado la antigua emperatriz Kenreimon-in, último representante del aniquilado y disperso clan. Su oración, enunciada antes de morir, constituye, como todo el Heike, el llanto por el recuerdo del pasado y los pensamientos sobre un cruel presente.

## Autoría
La autoría del Cantar de Heike no se puede reducir a un único creador. Como la mayoría de las epopeyas, es el resultado del conglomerado de diferentes versiones transmitidas a través de una tradición oral por bardos conocidos como biwa hōshi.
El monje Yoshida Kenkō (1282-1350) ofrece una teoría sobre la autoría del texto, en su famosa obra "Ensayo sobre la pereza" (Tsurezuregusa), que escribió en 1330. Según Kenko, "El ex gobernador de Shinano, Yukinaga, escribió Heike Monogatari y se lo mostró a un ciego llamado Shōbutsu para cantarlo". También confirma la conexión de ese ciego, que fue enviado desde Yukinaga para "recolectar información sobre samuráis, sobre sus arcos, sus caballos y su estrategia de guerra. Yukinaga lo escribió después de ese". Uno de los puntos clave en esta teoría es que el libro fue escrito en una combinación difícil de chino y japonés (wakan konkō shō), que en esos días solo era dominado por monjes educados, como Yukinaga. Sin embargo, al final, como el cantar es el resultado de una larga tradición oral, no hay un solo autor verdadero; Yukinaga es solo una posibilidad de ser el primero en compilar esta obra maestra en una forma escrita. Además el estilo no es el mismo en toda la composición, esto no puede significar otra cosa sino que es un trabajo colectivo.